# Хвостатка Герца
Хвостатка Герца (Satyrium (Nordmannia) herzi) — дневная бабочка из семейства голубянок.

## Происхождение названия
Вид назван в честь Отто Герца (1852—1905) — хранителя коллекций бабочек Великого князя Николая Михайловича Романова.

## Описание
Длина переднего крыла самцов 14—16 мм, самок 15—18 мм. Верхняя сторона крыльев самца тёмно-бурая. Верхняя сторона крыльев самки — коричневая. Андрокониальное пятно на передних крыльях самцов хорошо различимое. Задние крылья у обоих полов без хвостиков, но с небольшим выступом. Испод крыльев серовато-бежевого цвета. На нижней стороне имеется жёлтая прикраевая перевязь — тонкая и короткая. Белые поперечные полосы отсутствуют. Нижняя сторона заднего крыла с постдискальным рядом чёрных пятен.

## Ареал
Россия (Южное Приморье, Хабаровский край, Амурская область, Еврейская автономная область, восток Читинской области), Корея, Северо-Восточный Китай.

## Биология
Бабочки населяют опушки, долины широколиственных лесов, сады с фруктовыми деревьями, парки. За год развивается в одном поколении. Время лёта наблюдается с середины июня до начала-середины августа. Встречаются редко. Бабочки пугливы, держатся высоко в кронах деревьев, садятся часто на притенённые места. Изредка питаются на цветах. Самки откладывают яйца по одной штуке на ветви кормовых растений. В большинстве случаев яйца откладываются рядом с почками. Молодые гусеницы питаются бутонами и цветками. Гусеницы старших возрастов едят листья. Окукливаются открыто на ветках или на нижней стороне листьев на кормовом растении. Куколки располагаются горизонтально или головой вниз.
Кормовые растения гусениц: дикие яблони (Malus), Malus mandschurica, Malus baccata, Malus pallasiana.